# 畢祿山
畢祿山，位於臺灣花蓮縣秀林鄉富世村與南投縣仁愛鄉榮興村之間，海拔高度3,371公尺，是台灣百岳之一，位於中央山脈北二段。山頂上有3等6368號三角點。一般攀登畢祿山的路線，多由中橫公路大禹嶺停車下裝備整頓，然後徒步通過合歡山隧道，出隧道再轉入一旁的820林道，並由此起登上攀。畢祿山在1956年時，曾於中橫公路通車後稱為碧綠山，但大多數登山者仍習慣沿用「畢祿山」此名。由於中橫公路的開闢，使畢祿山成為百岳中較易攀登的山峰之一，吸引許多的登山客攀爬。登山客大多數會採「畢羊縱走」行程，即從畢祿山經鋸齒連峰稜線縱走至羊頭山到中橫公路慈恩隧道完成行程。

## 歷史
畢祿山為太魯閣族傳統領域，原文名為Dgiyaq Ngahu，意為斷崖之山，因其山頂之地勢得名。

## 山難

### 2012年
2012年12月30日凌晨，由雲林、嘉義組成的4人登山隊只帶輕裝備進入花蓮縣大禹嶺，從畢祿山東峰營地出發「畢羊縱走」，約至30日1500時，抵達海拔3,275公尺鋸山山區時，成員之一北港總鋪師 陳秀寬（69歲）疑似出現高山症和失溫現象陷入昏迷。
同隊的山友吳姓男子等3人在低溫侵襲下，也開始出現失溫現象，因當地地形陡峭，無法背負移動陳姓隊員，3人擔心如果再繼續停留在山區，恐怕都會遭遇不測，只好將陳姓隊員安置在一處大石頭旁，3人趕下山求救。
花蓮縣消防局約於12月30日下午3時15分接獲通報後，迅速調派搜救人員趕往山區搶救，當晚在羊頭山入山口先發現吳姓男子等3名隊員，3人已凍得全身發抖，被安置到合歡山派出所。
搜救人員於31日晚間趕抵陳秀寬安置處時，發現陳秀寬身體已經僵硬，沒有生命跡象。因當地峭壁險峻又有積雪，搜救隊員缺乏裝備，無法移動陳姓隊員，最後被迫暫時撤至海拔較低的山區待命。消防局除加派人力入山外，並向軍方申請兵力支援，將於2013年1月1日進入山區與待命的搜救人員會合，希望能儘快把陳姓隊員的遺體運送下山。

### 2020年
5月16日，台北大學登山隊16人登畢祿山途中，1名隊員跌落山谷身亡。
11月17日，來自台中的7人（3男4女）登山隊出發畢羊縱走，林女、黃女、葉女（三人為室友）於鋸山連峰失聯，林女、黃女隨後被搜救隊尋獲，但另外一名葉女（台北人、美甲師、29歲）失溫身亡。